# Pintura micénica

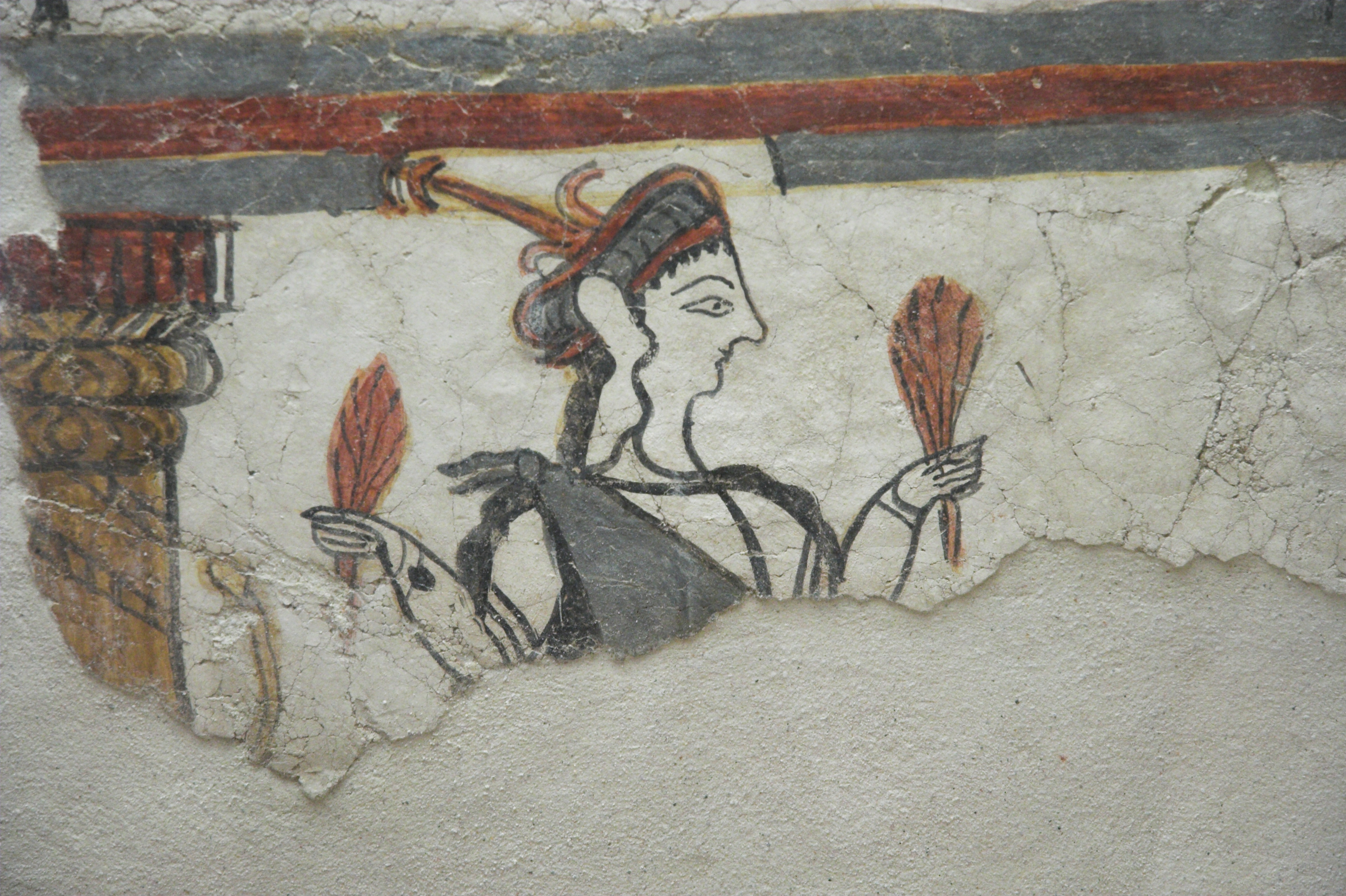
Fresco de una diosa o sacerdotisa con espigas (1250-1180 a. C.) en el Museo Arqueológico de Micenas. Perteneciente a la denominada "Sala del Fresco" del Centro cultual de Micenas.

La pintura micénica es una parte del arte de la civilización micénica que abarca principalmente el estudio de los fragmentos de pinturas murales que se han encontrado en las excavaciones arqueológicas. También se suele incluir en la pintura micénica a los elementos pictóricos de algunos sarcófagos y vasos pertenecientes a dicha civilización. Algunas figurillas escultóricas micénicas también estaban policromadas.

## Pinturas murales
Se han encontrado pinturas en algunas paredes de edificios palaciales micénicos aunque también las hubo en otros edificios privados. La mayoría estaban a la altura de los ojos del espectador, o bien en frisos situados en las partes altas de las paredes. Algunos suelos también aparecían decorados con figuras de animales o representaciones geométricas. Los fragmentos de pinturas murales que se han conservado pertenecen a un periodo concreto de dicha civilización, puesto que son posteriores al año 1400 a. C. Luego, en los siglos XIII y XII a. C., las destrucciones asociadas al colapso de la civilización micénica provocaron la desaparición de la mayor parte de esas pinturas. En los poemas homéricos, datados en la época arcaica (siglos VIII o VII a. C.), no se encuentra ninguna alusión a la existencia de ninguna pintura mural en residencias palaciales.
Puesto que en la civilización minoica de Creta ya se practicaba la pintura al fresco, los micénicos debieron conocer esas expresiones artísticas, que sirvieron de inspiración o fueron imitadas en la Grecia continental. Es también posible que fueran artistas minoicos los que viajaron al continente y trabajaron al servicio de los micénicos. Se ha sugerido que esto pudo suceder tras la destrucción del último palacio de Cnosos. Tanto en la pintura minoica como en la micénica los ojos se representan de forma frontal; los hombres suelen pintarse de rojo y las mujeres de blanco; son comunes las escenas de procesiones y actividades rituales. Sin embargo, entre los temas tratados por los micénicos, aparecen escenas bélicas y de caza, mientras que los minoicos de Creta se centraron más en las representaciones de la naturaleza y otros temas carentes de belicismo. Los perfiles de las figuras de las pinturas murales micénicas suelen estar más marcados que los de las minoicas. 
Además de escenas de procesiones, batallas y caza, en los frescos aparecen deidades, carros, símbolos, y animales reales o imaginarios. Se advierte una clara afinidad entre los temas de las pinturas murales y los que se hallan representados en sellos. Se ha señalado que además de ser decorativos, los frescos tenían funciones simbólicas e ideológicas y en ocasiones orientaban a los espectadores sobre la comprensión de diferentes aspectos de la sociedad y la religión. Algunos podrían tener contenidos de eventos históricos o mitológicos. Se aprecia una relativa uniformidad en los temas tratados en los frescos en los diferentes palacios micénicos.
Aprendida de los minoicos, la técnica consistía en extender una capa de arcilla sobre la pared, a veces reforzada con otros materiales, Esta base se recubría con un mortero de cal y, sobre este, se añadía una fina capa de yeso sobre la que se trazaban unas líneas que definían el espacio pictórico cuando estaba aún fresco. Los colores se extraían de diferentes materiales terrosos y al mezclarse con agua y cal penetraban en el yeso. Una técnica alternativa que se cree que se utilizaba era el uso de alguna sustancia adhesiva natural —tal vez la leche de higo— para que los colores se fijaran a la pared una vez que se había secado. Finalmente se realizaba un pulido.

### Relación de obras conservadas
Se han encontrado fragmentos de pinturas murales en los centros palaciales micénicos, sobre todo en Micenas, Pilos, y Tirinto, pero también en Tebas, Agios Vasilios, Orcómeno y Gla. Son singulares los fragmentos hallados en un edificio de la parcela Vlacos, en Argos y también se han encontrado en una casa  del yacimiento arqueológico de Íklaina, en Mesenia. Los fragmentos hallados suelen exponerse junto a tentativas de reconstrucción realizadas por artistas modernos de cómo se supone que habrían sido originalmente las representaciones completas de estos frescos. 
| Lista de principales pinturas murales micénicas conservadas |        |                                              | |
| Denominación                                                | Imagen | Lugar del hallazgo                           | Notas |
| Dama de Micenas                                             |        | «Casa del sumo sacerdote» de Micenas         | Se representa de perfil (pero los ojos frontales) una figura femenina que podría ser una deidad. |
| Señora de las espigas                                       |        | Centro de culto de Micenas (sala del fresco) | Forma parte de un fresco más amplio en el que, en un espacio delimitado por columnas, había otras dos figuras femeninas y entre ellas dos figurillas más pequeñas masculinas. |
| Fresco de los genios                                        |        | Centro de culto de Micenas (casa Tsountas)   | Varias figuras con cabeza de asno llevan una cuerda sobre los hombros, tal vez arrastrando la víctima de un sacrificio. |
| Figura femenina sosteniendo un grifo                        |        | Centro de culto de Micenas (edificio sur)    | Que es una figura femenina se deduce por el color blanco de la cara. Lleva un casco de colmillos de jabalí y sostiene un grifo. Se ha sugerido la posibilidad de que este fragmento sería una representación de una figurilla de marfil que portaría una mujer en procesión. |
| Mujeres en un ambiente festivo                              |        | «Casa de la rampa» de Micenas                | Las mujeres están apoyadas sobre una barandilla. Sobre sus cabezas hay guirnaldas que indican el carácter festivo del evento que están observando. |
| Escudo en forma de ocho                                     |        | Micenas                                      | Este tipo de escudos están representados además de en Micenas, en Tirinto y en Cnoso. Se les atribuye una función simbólica. |
| Fresco del salto del toro de Tirinto                        |        | Tirinto                                      | Se representa una taurocatapsia. La figura que realiza el salto aparece pintada en color blanco, habitualmente asociado a las figuras femeninas, pero con un faldellín, que suele considerarse masculino. Estos detalles han motivado que su género haya sido motivo de debate. |
| Oferente de Tirinto                                         |        | Tirinto                                      | Parte de una procesión de mujeres de tamaño natural, con claros paralelismos con otra pintura de una procesión de Tebas. Las mujeres visten a la moda minoica. Se ha sugerido que la ceremonia representada en estas pinturas podría ser la que aparece en textos de lineal B como «te-o-po-ri-ja» en la que se supone que se llevaba en procesión una estatuilla de terracota que representaba una divinidad.             |
| Fresco de la caza de Tirinto                                |        | Palacio de Tirinto                           | Los fragmentos fueron hallados en 1909 entre deshechos. Se han reconstruido algunas escenas, pero el fresco debía ser mucho más amplio. Hombres, mujeres y perros participan en una cacería. En una de las escenas se representa un carro montado por dos mujeres; en otra, uno de los cazadores sujetando a un galgo con una correa; en otra, una carga de perros sobre un jabalí, mientras un cazador le clava su lanza. |
| Rosetas y espirales                                         |        | Tirinto                                      | |
| Fresco del citaredo                                         |        | Palacio de Pilos (sala 6)                    | Forma parte de un fresco más amplio que representaba un banquete. El músico toca su instrumento junto a un pájaro. Se ha interpretado que posiblemente cantaba las gestas de la realeza, aunque una interpretación alternativa supone que el músico era el mismo rey que con su música provocaría la epifanía de una divinidad.                                                                                            |
| Fresco de la batalla                                        |        | Palacio de Pilos (sala 64)                   | Se ha interpretado como una batalla entre los micénicos de Pilo, representados con faldellines y cascos de colmillos de jabalí, y unos hombres vestidos con pieles o ropas simples carentes de armadura, que podrían ser primitivos habitantes de otras áreas del Peloponeso a los que habrían sometido los de Pilo. Un carro montado por un auriga y con un asistente detrás también formaba parte de la escena.          |
| Fresco de la fortaleza                                      |        | Orcómeno                                     | Una fila de hombres armados custodian un gran edificio o fortificación. |
| Procesión de cazadores                                      |        | Orcómeno                                     | Un grupo de hombres armados con lanzas o jabalinas que sostienen en su mano izquierda están puestos en fila. Algunos llevan casco y otros no. Visten un taparrabos y una especie de polaina que les cubre parte de las piernas pero están descalzos. Se ha interpretado como parte de una escena de caza. |
| Procesión de mujeres de Tebas                               |        | Tebas                                        | Procesión de mujeres de tamaño natural. Junto con otra pintura de otra procesión de Tirinto, se considera la que presenta más similitudes con las pinturas murales minoicas. |
| Delfines de Gla                                             |        | Gla                                          | Además de los delfines, en las pinturas también se representaban argonautas. |

## Pinturas en sarcófagos
Con respecto a las pinturas que se hallan en algunos sarcófagos, aparecen representaciones de desfiles de plañideras, carros, animales, elementos simbólicos e incluso alguna taurocatapsia, que se interpretan como símbolos funerarios, rituales o paisajes del inframundo. Una serie de lárnax hallados en Tanagra destacan entre las pinturas en estos soportes. El sarcófago de Hagia Triada, hallado en el sur de Creta y datado hacia 1370-60 a. C., donde se representan dos procesiones seguramente relacionadas con rituales funerarios, es posible que se trate de una muestra de características híbridas de las culturas minoica y micénica.
|  |
|  |

|  |
|  |

|  |
|  |

|  |
|  |

## Pinturas en vasos y mesas de ofrendas
Los vasos a veces se pintaban con figuras humanas, de animales reales o ficticios (pulpos, peces y pájaros se encuentran entre los más representados), de vegetales o de figuras geométricas como espirales. Las figuras humanas son rígidas y en ellas se suelen enfatizar algunas partes como los ojos, las nalgas y los muslos. También se encuentran representaciones de carros y de barcos. Algunas se han interpretado como escenas de batallas, como cortejos fúnebres o como escenas de juegos funerarios. Entre las piezas singulares más destacadas se encuentran la «píxide del tañedor de lira», la «crátera de Zeus» y el «vaso de los guerreros». También se han conservado fragmentos de pinturas de una mesa de ofrendas de Tirinto anterior al siglo XIV a. C. donde se representan pájaros y un paisaje.
A finales del siglo XI a. C. son características las pinturas en las cerámicas de «estilo granero», donde la simplicidad de las líneas se interpreta como signo de falta de inspiración y originalidad de una civilización que estaba en una época de declive.
|                                               |
| Fragmentos de una mesa de ofrendas de Tirinto |

|                                     |
| Crátera micénica de Enkomi (Chipre) |

|                                       |
| El «Vaso de los guerreros» de Micenas |

|                                                          |
| «Píxide del tañedor de lira», hallada cerca de La Canea. |

|                                            |
| La denominada «crátera de Zeus», de Enkomi |

|                        |
| Otra crátera de Enkomi |

|                               |
| Cílice procedente de Ziguriés |